# Kung Fu (sèrie de televisió)
Kung fu és una sèrie de televisió estatunidenca produïda entre 1972 i 1975 protagonitzada per David Carradine. Va ser creada per Ed Spielman, dirigida per Jerry Thorpe i desenvolupada per Herman Miller, qui va ser a més escriptor i coproductor de la sèrie. La sèrie consta d'un capítol pilot, més 62 capítols dividits en tres temporades.

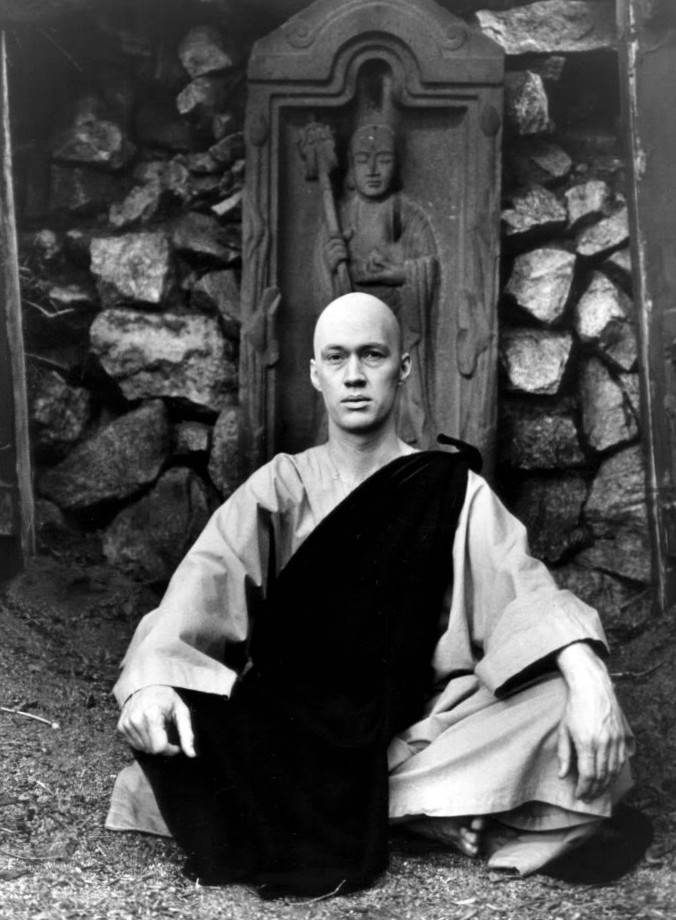
Foto promocional de 1972

Molts dels aforismes usats a la sèrie han estat adaptats o deriven directament del Daodejing, un llibre del l'antiga filosofia taoista atribuïts al savi Laozi.

## Ressenya

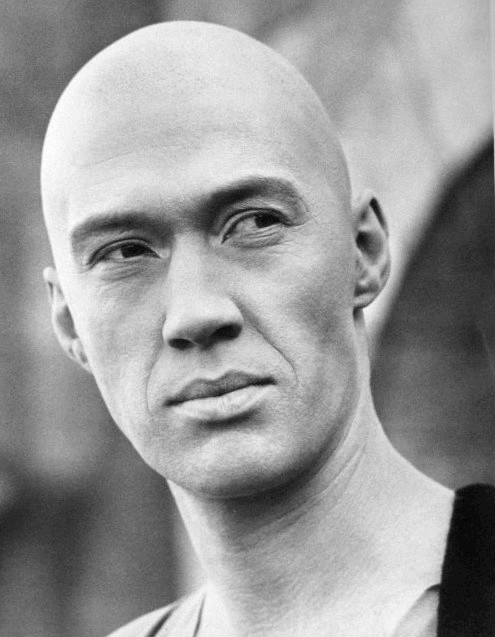
David Carradine com Kwai Chang Caine.

Kung fu relata les aventures d'un solitari monjo xinès shaolín anomenat Kwai Chang Caine (interpretat per David Carradine en la seva situació d'adult, Keith Carradine com a jove i Radames Pera com a nen conegut com La petita llagosta), que viatjava a través del Far West dels Estats Units usant com a úniques armes la seva destresa en arts marcials i la força interior de la seva filosofia de vida, el budisme.
El seu propòsit és trobar al seu germanastre, Danny Caine, i començar una nova vida en família, ja que el mateix Kwai Chang havia fugit de la Xina després que les autoritats posessin preu al seu cap per assassinar al nebot de l'Emperador, per a venjar la mort de la seva guia espiritual el mestre Po (interpretat per Keye Luke) a les mans d'aquest familiar imperial.
A mesura que s'interna a la frontera dels Estats Units, Kwai Chang Caine va deixant un deixant d'amics agraïts per les seves bondats i ensenyaments budistes; però també és oferta una recompensa per la seva captura, viu o mort, per matar el nebot de l'Emperador de la Xina. A més, s'enfronta sense armes a personatges racistes i hostils o pervertits administradors de la llei desemmascarant-los.
El cartell de cerca i captura (Reward) resa la següent llegenda:
| « | Es busca viu, recompensa US$10.000, o mort recompensa US$5,000, les seves mans i els seus peus han de ser considerats com a armes mortals | » |

## Trívia

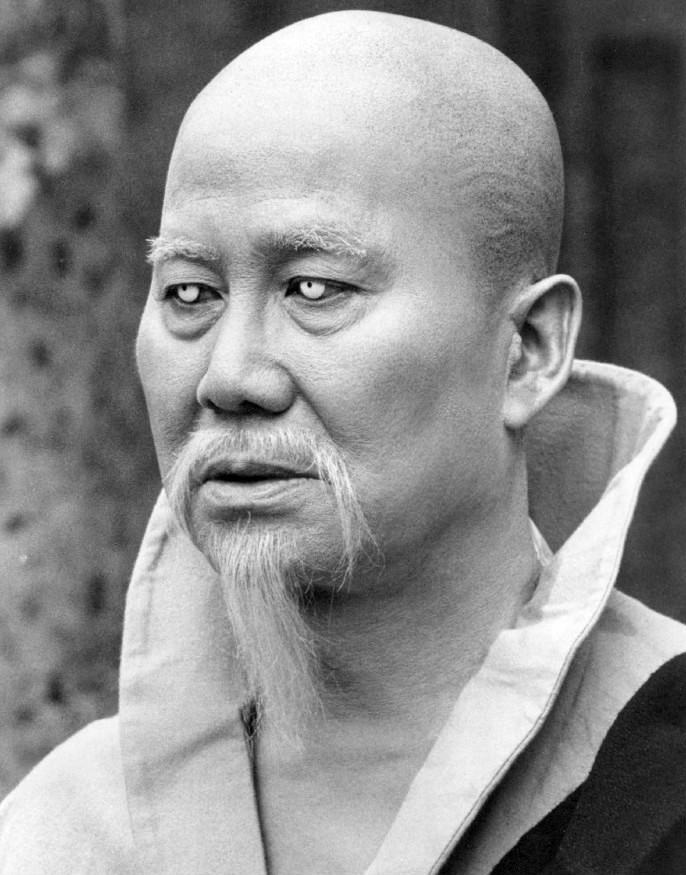
Keye Luke com el mestre Po.

Per a interpretar a Kwai Chang Caine, es va considerar originalment l'expert en Kung Fu, Bruce Lee. No obstant això, els productors van trobar que Lee era de trets massa asiàtics i no calçava amb l'estereotip del personatge, per la qual cosa va ser descartat. Finalment, es va triar David Carradine qui tenia trets més occidentals però cap coneixement d'arts marcials. En aquesta disciplina, va ser assessorat per Kam Yuen (37 capítols) i després per David Chow en 29 capítols. Durant els 10 primers capítols, la tècnica de Kung Fu usada per Carradine va resultar bastant ortodoxa, però per als últims capítols, aquest ja havia refinat el seu estil fent-lo més convincent.
Keye Luke, interpretant a l'inoblidable mestre Po, i Philip Ahn, com el sever però bondadós mestre Kan, són també membres regulars de la sèrie.
Pels capítols desfilen una sèrie d'actors que més tard es consagrarien com a estrelles al cinema nord-americà dels 80, a més d'alguns actors marcials com Dan Inosanto i Nancy Kwan.

## Actors convidats més coneguts
- Cannonball Adderley
- John Drew Barrymore
- John Blyth Barrymore
- Bruce Carradine
- John Carradine
- Keith Carradine
- Robert Carradine
- David Chow
- José Feliciano
- Benson Fong
- Harrison Ford
- Jodie Foster
- Anne Francis
- Barbara Hershey
- James Hong
- Season Hubley
- Dan Inosanto
- Don Johnson
- Nancy Kwan
- Mako (Makoto Iwamatsu)
- Pat Morita
- Diana Muldaur
- Leslie Nielsen
- William Shatner
- Victor Sen Yung
- Carl Weathers
- Gary Busey

## Capítols

### Temporada 1 (1972-1973)
| No. | Títol                                                | Títol original                                      | Director                         | Escriptor(s)       | en l'aire              |
| --- | ---------------------------------------------------- | --------------------------------------------------- | -------------------------------- | ------------------ | ---------------------- |
| 0 | Pilot: Kung fu: El camí del tigre, el signe del drac | Kung Fu: The Way of the Tiger, The Sign of the Drac | Ed Spielman & Howard Friedlander | Jerry Thorpe       | 22 de febrer de 1972   |
| Caine, el sacerdot Shaolin, comença la seva jornada amb una baralla amb el cap del ferrocarril. En escenes retrospectives es poden veure els seus inicis Shaolin. |                                                      |                                                     |                                  |                    |                        |
| 1 | El rei de la muntanya                                | King of the Mountain                                | Herman Miller                    | Jerry Thorpe       | 14 d'octubre de 1972   |
| Caine troba treball amb una dona vídua en un ranxo i també s'adona que la dona té sentiments romàntics. Però l'arribada d'un caçador de recompenses i la probabilitat que uns altres el segueixin amb sinistres ombres d'amor. El guanyador Writers Guild of America Award per millor drama a (Herman Miller) |                                                      |                                                     |                                  |                    |                        |
| 2 | L'àngel venjador                                     | Dark Angel                                          | Herman Miller                    | Jerry Thorpe       | 11 de novembre de 1972 |
| Caine mostra a un predicador que va quedar cec recentment, Serenity Johnson (John Carradine), a com confiar en els seus altres sentits. Serenity usa la seva noves destreses per persuadir Caine. |                                                      |                                                     |                                  |                    |                        |
| 3 | Germà de sang                                        | Blood Brother                                       | Herman Miller                    | Jerry Thorpe       | 18 de gener de 1973    |
| Caine refusa abandonar Kilgore, Arizona fins que descobreix que li va passar al seu amic Shaolin. |                                                      |                                                     |                                  |                    |                        |
| 4 | Ull per ull                                          | An Eye for an Eye                                   | John Furia, Jr.                  | Jerry Thorpe       | 25 de gener de 1973    |
| Una família del sud busca venjar-se d'un soldat americà que va violar i va deixar embarassada a la seva filla, donant lloc a una escalada de violència que Caine podria ser incapaç de detenir. Guanyador de 2 Premis Emmy: (1) millor director (Jerry Thorpe) i (2) Millor Pel·lícula Jack Woolf.            |                                                      |                                                     |                                  |                    |                        |
| 5 | L'Ànima del Guerrer                                  | The Soul Is the Warrior                             | Ron Bishop                       | Richard Lang       | 8 de febrer de 1973    |
| La cerca de Caine pel seu germanastre Danny el porta a un ranxo on el seu germà hi va treballar i submergeix al sacerdot en una confrontació on ell demostra la seva vàlua caminant en un pou ple de serps de cascavell.                                                                                      |                                                      |                                                     |                                  |                    |                        |
| 6 | Nou vides                                            | Nine Lives                                          | Herb Meadow                      | Allen Reisner      | 15 de febrer de 1973   |
| Després de la mort de la mascota felina en la mina, Caine i un prospector d'or s'embarquen en la cerca d'un nou gat - en una jornada que treballen en un ranxo construint un pou i comença a omplir-se d'aigua.                                                                                               |                                                      |                                                     |                                  |                    |                        |
| 7 | La marea                                             | The Tide                                            | A. Martin Zweiback               | Walter Doniger     | 1 de febrer de 1973    |
| Un home amb preu sobre el seu cap desperta moltes ambicions. Una dona vol capturar Caine per oferir-lo al govern xinès a canvi del seu pare que aquesta presoner, un escriptor dissident; mentre que un assassí amagat pretén fer-se ric.                                                                     |                                                      |                                                     |                                  |                    |                        |
| 8 | Sol i ombra de núvol                                 | Sun and Cloud Shadow                                | Halsted Welles                   | Robert Butler      | 22 de febrer de 1973   |
| Caine trenca un acord entre els terratinents i els treballadors xinesos, el terratinent afegeix unes condicions inacceptables per a ells. Un mestre del karate intenta capturar a Caine. |                                                      |                                                     |                                  |                    |                        |
| 9 | Cadenes                                              | Chains                                              | Gene L. Coon                     | Robert Butler      | 8 de març de 1973      |
| Empresonat en un lloc militar, Caine escapa encadenat al seu descomunal company de cel·la i són perseguits per un implacable sergent decidit a capturar-los. |                                                      |                                                     |                                  |                    |                        |
| 10 | Alicia                                               | Alethea                                             | William Kelley                   | John Badham        | 15 de març de 1973     |
| Caine es fa amic d'una noia jove (Jodie Foster), qui com a testimoni ocular condueix al sacerdot a ser jutjat per assassinat i sentenciat a morir en la forca. |                                                      |                                                     |                                  |                    |                        |
| 11 | La mantis religiosa mata                             | The Praying Mantis Kills                            | Richard Lewin                    | Charles S. Dubin   | 22 de març de 1973     |
| Uns pinxos venen a buscar Caine després de ser identificats com els lladres d'un banc. Les idees d'un jove, sobre el que significa ser un home, són desafiades pel silenci heroic de Caine. |                                                      |                                                     |                                  |                    |                        |
| 12 | Superstició                                          | Superstition                                        | Ed Waters/Dave Moessinger        | Charles S. Dubin   | 5 d'abril de 1973      |
| Els homes són empresonats injustament i condemnats a treballs forçosos. No obstant això un obstacle major els manté en captivitat per por dels difunts en un cementiri indi. Però Caine no creu en contes de por.                                                                                             |                                                      |                                                     |                                  |                    |                        |
| 13 | La Pedra                                             | The Stone \| A. Martin Zweiback                     | Robert Butler                    | 12 d'abril de 1973 |                        |
| Un expert brasiler en capoeira, estil de lluita del seu país, acusa Caine de robar-li un diamant. Uns nens del carrer ofereixen Caine tots els seus estalvis $4.08 per matar a un armeni, pianista de cantina, que va deixar plantada en l'altar a la seva mare.                                              |                                                      |                                                     |                                  |                    |                        |
| 14 | El tercer home                                       | The Third Man                                       | Robert Lewin                     | Charles S. Dubin   | 26 d'abril de 1973     |
| Afortunat en el joc, desgraciat en la vida. Un jugador en bona ratxa confia els seus guanys a Caine. Però els diners són robats, el jugador és assassinat i Caine busca respostes al misteri de tots dos esdeveniments.                                                                                       |                                                      |                                                     |                                  |                    |                        |
| 15 | El vell guerrer                                      | The Ancient Warrior                                 | A. Martin Zweiback               | Robert Butler      | 3 de maig de 1973      |
| Un guerrer ancestral (Chief Dan George), un indi ancià acompanyat per Caine, cerca ser enterrat en un lloc sagrat, la terra dels seus ancestres, Però el lloc sagrat està en un poble violent amb molt d'odi cap als indis anomenat Purgatori.                                                                |                                                      |                                                     |                                  |                    |                        |

### Temporada 2 (1973-1974)
| No. | Títol                             | Títol original                      | Director             | Escriptor(s)                         | Emissió                |
| --- | --------------------------------- | ----------------------------------- | -------------------- | ------------------------------------ | ---------------------- |
| 16 | El Pou                            | The Well                            | Jerry Thorpe         | Kittridge Barton                     | 27 de setembre de 1973 |
| Malalt per aigua contaminada, Caine es recupera en la granja d'un ex esclau (Hal Williams) qui treballa bé però amb un esperit amargat pel seu passat que no li permet compartir l'aigua amb els seus veïns.                                           |                                   |                                     |                      |                                      |                        |
| 17 | L'Assassí                         | The Assassin                        | Richard Lang         | Spooner Glass, Dan Ullman            | 4 d'octubre de 1973    |
| Una llarga enemistat entre dues famílies manté separats una parella d'enamorats i posa a Caine entre el conflicte amb un assassí ninja emprat pel pare d'una de les famílies.                                                                          |                                   |                                     |                      |                                      |                        |
| 18 | El calze                          | The Chalice                         | Jerry Thorpe         | William Kelley                       | 11 de novembre de 1973 |
| Caine promet a un sacerdot (Gilbert Roland) que ell recuperarà el calze litúrgic que un altre sacerdot va robar, posant a Caine en un conflicte amb uns pinxos, la qual cosa fa que Caine recordi els esdeveniments de la mort del mestre Po.          |                                   |                                     |                      |                                      |                        |
| 19 | El Bruixot                        | The Brujo                           | Richard Lang         | Kathryn Terry, Michael S. Michaelian | 25 d'octubre de 1973   |
| Un poderós bruixot atemoreix a un petit poble. Però Caine, basant-se en una experiència adquirida en caure sota el domini d'un bruixot quan era nen, sap com lluitar contra el mal. Amb Benson Fong.                                                   |                                   |                                     |                      |                                      |                        |
| 20 | Guia espiritual                   | The Spirit-helper                   | Walter Doniger       | John T. Dugan                        | 8 de novembre de 1973  |
| És Caine la resposta a una oració d'un valent jove indi? El jove està convençut que Caine és el seu guia espiritual ja que els dos es posen a rescatar a la mare segrestada. Amb Don Johnson.                                                          |                                   |                                     |                      |                                      |                        |
| 21 | L'home Indi                       | The Squawman                        | John Llewellyn Moxey | Arthur Dales                         | 1 de novembre de 1973  |
| Marcus és benvingut sempre que no hagi de donar la benvinguda a la seva esposa índia. Però Caine ajuda Marcus a entendre que hi ha millors coses que el whisky i l'aprovació dels altres.                                                              |                                   |                                     |                      |                                      |                        |
| 22 | La Salamandra                     | The Salamander                      | Richard Lang         | Del Reisman                          | 6 de desembre de 1973  |
| Caine cerca treball en una prospera comunitat minera i es converteix en confident d'un jove amb problemes mentals i en conflicte per la reclamació d'un pont.                                                                                          |                                   |                                     |                      |                                      |                        |
| 23 | La secta xinesa                   | The Tong                            | Robert Totten        | Robert Schlitt                       | 15 de novembre de 1973 |
| Un nen esclau és rescatat per Caine i una dona missionera, ocasionant un conflicte entre el sacerdot shaolin i els senyors del crim xinesos que demanden el retorn del nen.                                                                            |                                   |                                     |                      |                                      |                        |
| 24 | El soldat                         | The Soldier                         | Richard Lang         | Ed Waters                            | 29 de novembre de 1973 |
| El seu deure és disparar a matar quan li ho ordenen, no obstant això un tinent de cavalleria (Tim Matheson) que no troba un camí per a la seva vida, solament demostrarà el seu heroisme quan cau sota la influència d'un fugitiu anomenat Caine.      |                                   |                                     |                      |                                      |                        |
| 25 | Els Huterians                     | The Hoots                           | Robert Totten        | Lionel E. Siegel                     | 13 de desembre de 1973 |
| Els membres dels pacífics huterites, una secta religiosa, no oposen resistència a la persecució de ramaders intolerants, fins que ells aprenen de Caine que, com el camaleó, poden canviar i continuar sent el mateix.                                 |                                   |                                     |                      |                                      |                        |
| 26 | L'Elixir                          | The Elixir                          | Walter Doniger       | A. Martin Zweiback                   | 20 de desembre de 1973 |
| Caine rescata a uns venedors ambulants d'una multitud hostil per l'elixir de Theodora, i es guanya la gratitud insinuant de Theodora i la gelosia del company de Theodora.                                                                             |                                   |                                     |                      |                                      |                        |
| 27 | El Pistoler                       | The Gunman                          | Richard Lang         | Robert Lewin                         | 3 de gener de 1974     |
| La naturalesa de l'amor és explotada en aquesta història on Caine ajuda un pistoler ferit, i on en el ranxo d'una vídua és perseguit per un caçarecompenses.                                                                                           |                                   |                                     |                      |                                      |                        |
| 28 | La llista negra                   | Empty Pages of a Dead Book          | John Llewellyn Moxey | Charles A. McDaniel                  | 10 de gener de 1974    |
| Un fill tracta d'honrar al seu difunt pare, un Ranger de Texas, per portar a la justícia als criminals que es troben en el llibre però les bones intencions basades en premisses errònies porta problemes per al fill i per a Caine. Amb Slim Pickens. |                                   |                                     |                      |                                      |                        |
| 29 | Un somni dins d'un somni          | A Dream Within a Dream              | Richard Lang         | John T. Dugan                        | 17 de gener de 1974    |
| Caine reporta que va veure un cadàver penjat en el pantà. Però ningú el creu i tampoc troben el cadàver encara que la gent del poble és misteriosa. Amb Tina Louise.                                                                                   |                                   |                                     |                      |                                      |                        |
| 30 | El camí de la violència no té cap | The Way of Violence Has No Mind     | Lee Philips          | David Michael Korn                   | 24 de gener de 1974    |
| La banda d'un emigrant xinès que va adoptar la violenta manera de l'oest americà és reptat per la física i espiritual força de Caine. Nota: Caine es canvia de vestuari d'una camisa marró a una groga per commemorar la mort de Bruce Lee             |                                   |                                     |                      |                                      |                        |
| 31 | La dificultat incerta             | In Uncertain Bondage                | Richard Lang         | Abe Polsky, Ed Waters                | 7 de febrer de 1974    |
| Quan Caine i una bellesa meridional són presos captius per persones inclosa la seva serventa que demanenque escrigui una carta per al seu pare, reprenen les lliçons del servidor i el servit.                                                         |                                   |                                     |                      |                                      |                        |
| 32 | Nit de mussol, dia de coloms      | Night of the Owls, Day of the Doves | John Llewellyn Moxey | Ed Waters                            | 14 de febrer de 1974   |
| Una terra és llegada a un bordell de prostitutes per a ajudar-les a canviar de vida. Caine defensa a les dones com els drets d'un sacerdot shaolin del passat.                                                                                         |                                   |                                     |                      |                                      |                        |
| 33 | El ferrocarril                    | Crossties                           | Richard Lang         | Robert Schmitt                       | 21 de febrer de 1974   |
| Caine és l'home enmig d'un conflicte entre els grangers del lloc i els agents del ferrocarril, i Caine tracta de persuadir als agricultors que acceptin l'oferta d'una amnistia, però els grangers creu que és un parany. Amb Harrison Ford.           |                                   |                                     |                      |                                      |                        |
| 34 | La Passió de Chen Yi              | The Passion of Chen Yi              | John Llewellyn Moxey | John T. Dugan                        | 28 de febrer de 1974   |
| Com no es pot visitar a un exdeixeble shaolin empresonat injustament, Caine comet un crim per a poder visitar-lo i ajudar-lo a resoldre un malentès.                                                                                                   |                                   |                                     |                      |                                      |                        |
| 35 | El drac arrogant                  | Arrogant Dragon                     | Richard Lang         | Kathryn & Michael Michaelian         | 14 de març de 1974     |
| El Judici és clar: Wu Chang ha de perdre la seva vuda a les mans d'un executor del Tong. Però Caine contempla una tercera opció, que pot ajudar Wu Chang a fingir la seva mort i així escapar del terror del Tong.                                     |                                   |                                     |                      |                                      |                        |
| 36 | La naturalesa el mal              | The Nature of Evil                  | Robert Michael Lewis | Gerald Sanford                       | 21 de març de 1974     |
| Un assassí sinistre té al poble de Ninive sota el seu poder, i només un predicador cec Serenity Johnson (John Carradine) i el seu devot amic Caine, s'atreveixen a enfrontar-lo.                                                                       |                                   |                                     |                      |                                      |                        |
| 37 | El Cenotafi (Part 1)              | The Cenotaph (Part 1)               | Richard Lang         | William Kelley                       | 4 d'abril de 1974      |
| Logan McBurney segresta un transport blindat per a transportar or, en aquesta ocasió per a transportar una enorme caixa on ell diu que aquesta la seva esposa. Caine viatja amb ell, l'excèntric escocès fa recordar a Caine.                          |                                   |                                     |                      |                                      |                        |
| 38 | El Cenotafi (Part 2)              | The Cenotaph (Part 2)               | Richard Lang         | William Kelley                       | 11 d'abril de 1974     |
| Després que els indis els hagin seguit i fet fugir que hi haurà dins de la gran caixa? |                                   |                                     |                      |                                      |                        |

### Temporada 3 (1974-1975)
| No. | Títol                              | Títol original                                | Director                                      | Escriptor(s)         | Posada en l'aire       |
| --- | ---------------------------------- | --------------------------------------------- | --------------------------------------------- | -------------------- | ---------------------- |
| 39 | El lament de les bèsties de la nit | Cry of the Night Beast                        | Ed Waters                                     | Richard Lang         | 19 d'octubre de 1974   |
| Caine sent el so d'un bebè plorant en un rierol i se sent obligat a protegir la vida del petit solitari separat de la seva mare, i recorda un moment en què era nen en el temple Shaolin quan va sentir el plor d'un nen abans que naixés. Mentrestant, els caçadors de recompenses s'acosten a ell. |                                    |                                               |                                               |                      |                        |
| 40 | El meu Germà, el meu executor      | My Brother, My Executioner                    | John T. Dugan                                 | Jerry Thorpe         | 12 d'octubre de 1974   |
| Kwai Chang No és l'únic a la recerca de Danny Caine. Uns pistolers diuen que Danny és el més ràpid i millor tirador dels voltants i estan desitjosos de comparar les seves habilitats amb ell. |                                    |                                               |                                               |                      |                        |
| 41 | Aquesta vall de terror             | This Valley of Terror                         | Katharyn Michaelian                           | Harry Harris         | 28 de setembre de 1974 |
| Caine es troba amb una jove escapolida d'un manicomi. Reconeix la seva aflicció en rebre veritables visions, i l'acompanya en una cerca per a descobrir la font del seu turment. |                                    |                                               |                                               |                      |                        |
| 42 | Una Execució Parcial               | A Small Beheading                             | Eugene Price                                  | Richard Lang         | 21 de setembre de 1974 |
| Un capità de vaixell (William Shatner) presenta a Caine l'opció d'obtenir el perdó de l'emperador que li permetrà al sacerdot tornar a la Xina si Caine es compromet a remetre a un petit càstig, l'eliminació del tou del dit. |                                    |                                               |                                               |                      |                        |
| 43 | Els Caçadors de Balenes            | The Predators                                 | Lloyd Richards i Ed Waters                    | Harry Harris         | 5 d'octubre de 1974    |
| Caine viatja amb dos companys difícils: un testimoni que li pot esborrar una infracció penal i un guerrer apatxe ferit i amb ganes de matar el testimoni. |                                    |                                               |                                               |                      |                        |
| 44 | La imatge efímera                  | The Vanishing Image                           | Gustave Field                                 | Barry Crane          | 20 de desembre de 1974 |
| Caine busca a un fotògraf (Lew Ayres) que pot ser capaç d'identificar el seu germà Danny, en una foto de grup i un indi (Tom Nardini) que vol matar el fotògraf pel robatori del seu esperit. El fotògraf recorda a Caine com un home (Benson Fong) que va conèixer a la Xina que va fer bells mosaics amb peces de ceràmica trencada. Guanyador del Premi Emmy a la Millor Actuació Individual per un Actor de Repartiment en una Comèdia o Sèrie de Drama a Lew Ayres |                                    |                                               |                                               |                      |                        |
| 45 | La Sang del drac Part 1            | Blood of the Dragon (Part One)                | John T. Dugan                                 | Richard Lang         | 14 de setembre de 1974 |
| Caine troba al seu avi massa tard. L'ancià ha estat assassinat i Caine no pot sortir de la ciutat fins que s'identifiqui a l'assassí, a pesar que els experts en arts marcials xineses estan obstinats en la venjança en la seva manera. Estrelles convidades Patricia Neal i Eddie Albert. |                                    |                                               |                                               |                      |                        |
| 46 | La Sang del drac Part 2            | Blood of the Dragon (Part Two)                | John T. Dugan                                 | Richard Lang         | 14 de setembre de 1974 |
| Caine s'enfronta a dos enemics formidables: una dona amb voluntat de ferro i implacable que una vegada va ser l'amor del seu avi, i tres guerrers xinesos altament entrenats, un d'ells sap com invocar dimonis combatent. |                                    |                                               |                                               |                      |                        |
| 47 | El déu dimoni                      | The Demon God                                 | George Clayton Johnson and David Michael Korn | David Carradine      | 13 de desembre de 1974 |
| A la Xina, un príncep (Brian Tochi) enverina al jove Caine amb la finalitat de descobrir què se sent en el viatge cap a la mort, fent que el novençà shaolin experimenti visions misterioses de si mateix en l'oest americà. |                                    |                                               |                                               |                      |                        |
| 48 | El campió del diable               | The Devil's Champion                          | Katharyn i Michael Michaelian                 | Robert Michael Lewis | 1 de novembre de 1974  |
| A la Xina, un campió desafia al Mestre Kan en un combat ritual a mort. El Mestre Po, sentint un poder maligne, envia Caine a enfrontar-se al diable en el palau. |                                    |                                               |                                               |                      |                        |
| 49 | La vestimenta de la ira            | The Garments of Rage                          | Theodore Apstein                              | Marc Daniels         | 8 de novembre de 1974  |
| Caine comença a treballar en un equip de ferrocarril que està sent sabotejat. El sabotejador es revela com Mestro Lee, enutjat amb el ferrocarril per la mort del seu nebot. |                                    |                                               |                                               |                      |                        |
| 50 | Setge a la muntanya freda 1        | Besieged - Part One: Death on a Cold Mountain | William Kelley                                | David Carradine      | 15 de novembre de 1974 |
| A la Xina, una dona (Barbara Hershey) desitja convertir-se en membre del Shaolin amb la finalitat d'escapar de matrimoni amb un cruel senyor de la guerra. Se li dona refugi en el temple i s'enfronta a una forta resistència. Nota: David Carradine i Barbara Hershey estaven vivint junts en el moment d'aquest episodi va ser filmat. |                                    |                                               |                                               |                      |                        |
| 51 | Setge a la muntanya freda 2        | Besieged - Part Two: Cannon at the Gates      | William Kelley i David Michael Korn           | David Carradine      | 22 de novembre de 1974 |
| A la Xina, les forces enemigues amenacen el temple des de l'exterior dels seus murs. Un sabotejador amenaça des de dins. I Nan Chi (Barbara Hershey), la dona que desitja unir-se al grup de Shaolin, tracta de resoldre la crisi sola. |                                    |                                               |                                               |                      |                        |
| 52 | Ovella a l'escorxador              | A Lamb to the Slaughter                       | Robert Specht i David Michael Korn            | Harry Harris         | 11 de gener de 1975    |
| Caine troba al fill (Alejandro Rey) d'un home que va morir per salvar al seu pare d'un lladre. Caine ofereix complir amb la seva obligació amb el treball, però aquest demana a Caine que li ensenyi a lluitar contra l'home (Joe Santos) assetjador del seu poble. |                                    |                                               |                                               |                      |                        |
| 53 | Una passa a la foscor              | One Step to Darkness                          | Robert Sherman and Theodore Apstein           | Gerald Sanford       | 25 de gener de 1975    |
| Caine tracta d'ajudar un drogoaddicte que el submergeix en un món interior en el qual ha de lluitar contra un dimoni feroç de la seva pròpia creació. |                                    |                                               |                                               |                      |                        |
| 54 | El llandre de Chendo               | The Thief of Chendo                           | Simon Muntner                                 | Harry Harris         | 29 de març de 1975     |
| El jove Caine imagina el que serà la vida com a sacerdot, preveient una aventura amb un lladre i una princesa que s'enamoren. |                                    |                                               |                                               |                      |                        |
| 55 | Himne de batalla                   | Battle Hymn                                   | Herman Miller                                 | Barry Crane          | 8 de febrer de 1975    |
| Un caçador de recompenses cau del cavall i mor mentre el persegueixen. Caine enterra a l'home, recull les seves coses, i es disposa a retornar-los a la seva vídua. En el camí, s'uneix a dos músics (José Feliciano i Cannonball Adderley) en una cerca per a trobar una cova mística. Resulta que la vídua del caçarecompenses (Beverly Garland) i el xèrif local (Joe Maross) estan tots a la recerca de la cova també i la seva rica veta de plata. Mentre Caine recorda les seves converses amb el Mestre Po sobre la seva vida futura fora del seu temple. Nota: Caine s'afaita el cap a principis d'aquest episodi. |                                    |                                               |                                               |                      |                        |
| 56 | El regne prohibit                  | The Forbidden Kingdom                         | Norman Katkov                                 | Gordon Hessler       | 18 de gener de 1975    |
| Caine ha de trobar una manera de sortir de la Xina. El seu camí cap al regne prohibit (Tibet) està bloquejat per Po Li (Adele Yoshioka) que el traeix als soldats de l'emperador (James Shigeta) en un intent de salvar al seu germà (Clyde Kusatsu). Ell ha de fugir als Estats Units en el seu lloc. Nota: Po Li torna a aparèixer com la mare del fill de Caine a Kung Fu: The Movie (1986) |                                    |                                               |                                               |                      |                        |
| 57 | L'última incursió                  | The Last Raid                                 | John T. Dugan                                 | Alex Beaton          | 26 d'abril de 1975     |
| Caine està visitant la família Brown quan el seu fill i el seu amic són presos com a ostatges per un corsari confederat que creu que la guerra no ha acabat i que pot segrestar nens en nom de l'honor. |                                    |                                               |                                               |                      |                        |
| 58 | Emboscada                          | Ambush                                        | Norman Katkov                                 | Gordon Hessler       | 4 d'abril de 1975      |
| Serenity porta problemes. El predicador cec Serenity Johnson (John Carradine) torna, demanant Caine que l'ajudi a escortar un trasllat a San Francisco. El que cap dels dos sap és que l'enviament són barres de plata robades. Rhonda Fleming, estrella convidada. |                                    |                                               |                                               |                      |                        |
| 59 | Casa de diversió                   | Barbary House                                 | Stephen i Elinor Karpf                        | Marc Daniels         | 15 de febrer de 1975   |
| Caine està treballant per a un lluitador (Ji-El Tu Cumbuka) amb la finalitat d'estar prop del fill de Danny, el seu germà, Zeke (John Blyth Barrymore). Quan Corbino (Leslie Nielsen) s'assabenta que Caine té habilitats de lluita, l'obliga a lluitar en el ring. |                                    |                                               |                                               |                      |                        |
| 60 | Fugida a Orion                     | Flight to Orion                               | Stephen i Elinor Karpf                        | Harry Harris         | 1 de març de 1975      |
| Caine, Zeke (John Blyth Barrymore) i la mare de Zeke (Lois Nettleton) viatgen a la ciutat d'Orion a la recerca de Danny Caine. Corbino (Leslie Nielsen) ha enviat un grup de rescat a la recerca d'ells i Danny Caine. En el camí, es troben amb un arquer (Don Keefer) que els ajuda, i després els traeix, una serp de cascavell, i un indi que acusa Caine de robar i el sentencia a una dura prova. Zeke s'escapa i cau a les mans de Corbino. |                                    |                                               |                                               |                      |                        |
| 61 | Els germans Caine                  | The Brothers Caine                            | Stephen i Elinor Karpf                        | Harry Harris         | 8 de març de 1975      |
| Corbino (Leslie Nielsen) es val de certs trucs perquè Zeke (John Blyth Barrymore) reveli l'amagatall del seu pare Danny a Orion abans que Caine el rescatés. Caine i Zeke arriben a Orion per a trobar-la envaïda pels caçadors de recompenses en cerca de Danny inclosos Mala Sam (Carl Weathers). Zeke es troba amb el seu avi (John Vernon) i es compromet a tornar a San Francisco amb ell a canvi de 1.000 dòlars que li dona a la seva mare adoptiva (Joanna Moore) a canvi que li digui l'amagatall del seu pare. Zeke dona la informació a Caine abans de sortir amb el seu avi. Troba Danny Caine (Tim McIntire) que s'oculta en la mina de plata, però no abans que Sam ha dit a Danny que un caçador de recompenses xinès ve darrere d'ell. |                                    |                                               |                                               |                      |                        |
| 62 | Fins a completar el cercle         | Full Circle                                   | Stephen and Elinor Karpf                      | Marc Daniels         | 8 de març de 1975      |
| Kwai Chang i Danny Caine (Tim McIntire) viatgen junts a San Francisco, per a evitar als caçarecompenses, mentre viatjaven junts a San Francisco per rescatar Zeke (John Blyth Barrymore) del General Cantrell (John Vernon). Caine intenta persuadir al general per alliberar Zeke de la seva promesa de viure amb ell. El general es nega i conspira amb Corbino (Leslie Nielsen) per a matar Danny. |                                    |                                               |                                               |                      |                        |